# Aeroportul Manuel Prado
Aeroportul Manuel Prado (IATA: MZA, ICAO: SPMF) este un aeroport din Junín, Peru ce deservește zona Mazamari⁠(d). Aeroportul a fost tranzitat în 2022 de 8.633 de pasageri.
Situat la o altitudine de 664 m, aeroportul dispune de o singură pistă. Este operat de CORPAC⁠(d).